# Yellowstone (rivière)
Pour les articles homonymes, voir Yellowstone (homonymie).
La Yellowstone (en anglais : Yellowstone River) est une rivière des États-Unis qui traverse la partie est du Montana.
Elle prend sa source dans le nord-ouest du Wyoming, traverse le parc national de Yellowstone puis le Montana et se jette dans le Missouri — dont il est le principal affluent — à la frontière avec le Dakota du Nord. D'une longueur de 1 080 km, il s'agit du plus long cours d'eau sans barrage des États-Unis (hors Alaska).
La rivière est réputée pour la beauté de ses paysages, en particulier au niveau des spectaculaires chutes du Grand Canyon de Yellowstone.

## Hydronymie
Les premiers trappeurs canadiens auraient traduit en français le nom de la rivière que lui donnaient les Hidatsas (aussi appelés Gros Ventre ou Minnetaris). Ils l'appelèrent ainsi Roche Jaune. Ce terme fut utilisé par les trappeurs tant francophones qu'anglophones jusqu'au milieu du XIXe siècle. On l'écrivait même parfois  Rochejone ou Rochejohn dans les textes anglais. Petit à petit, la traduction anglaise l'emporta sur le terme français.

## Géographie

### La rivière et ses affluents
La Yellowstone naît dans le sud-ouest du comté de Park, dans le nord-ouest du Wyoming, dans la chaîne Absaroka — une chaîne secondaire des montagnes Rocheuses —, à proximité de la ligne continentale de partage des eaux d'Amérique du Nord qui marque la séparation des eaux entre l'océan Pacifique et l'océan Atlantique. Le cours de la Yellowstone débute à la confluence des ruisseaux North Fork et South Fork. North Fork, le plus gros des deux affluents, prend sa source au pied du pic Younts (3 705 m), à environ 10 km avant sa confluence avec South Fork. South Fork, quant à lui, s'écoule depuis les pentes sud de la montagne Thorofare (3 675 m), à environ 12 km avant sa confluence avec North Fork.

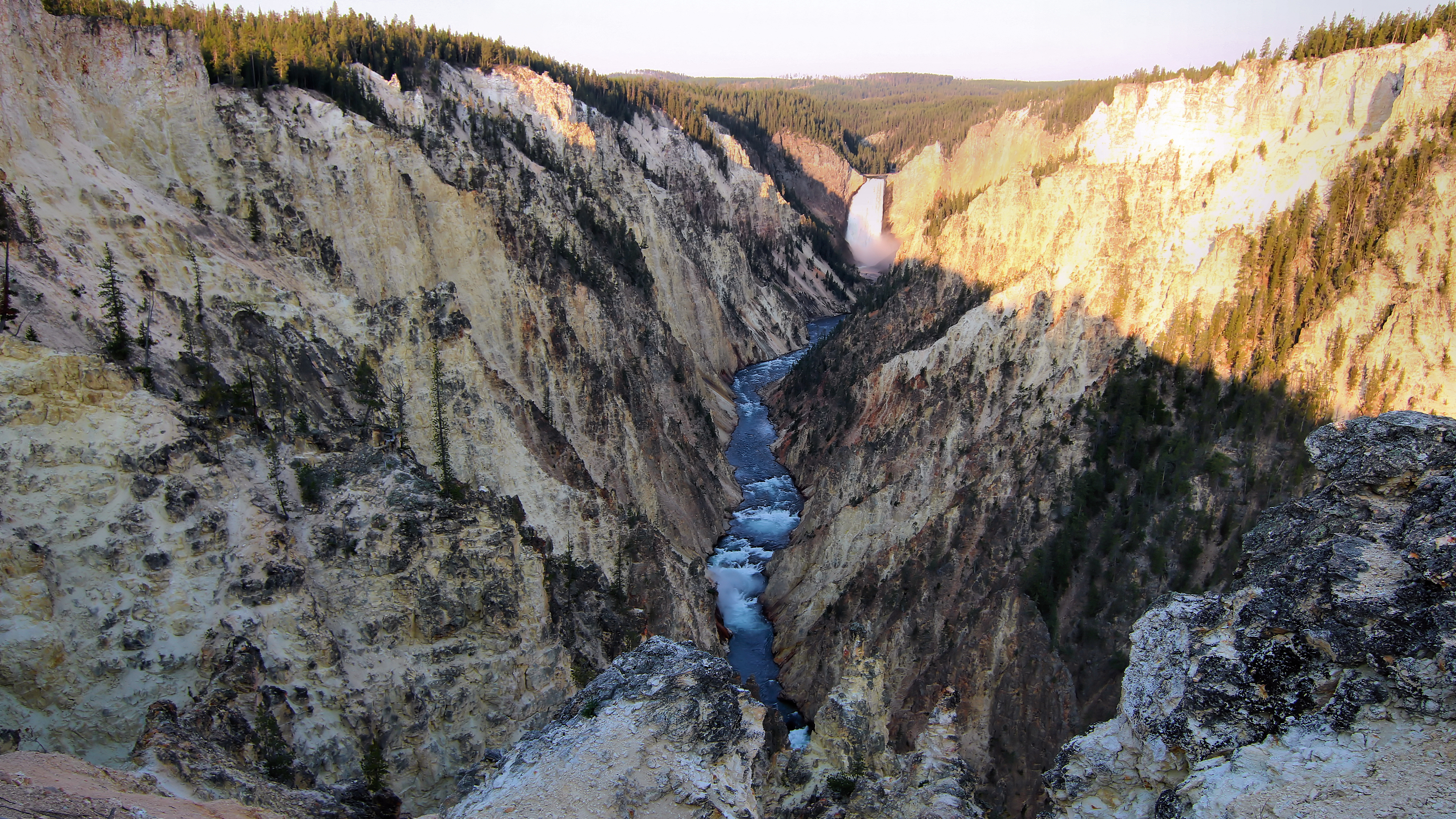
La Yellowstone dans le Grand Canyon de Yellowstone en 2024.

La Yellowstone coule en direction du nord à travers le parc national de Yellowstone. Elle y traverse le lac Yellowstone puis franchit les chutes supérieures et les chutes inférieures de Yellowstone situées à l'entrée du Grand Canyon de Yellowstone. Après avoir traversé le Grand Canyon, elle est rejointe par la Lamar puis traverse le Black Canyon où elle est rejointe par la Gardner au niveau de la ville de Gardiner. Elle se dirige ensuite vers le nord entre les chaînes montagneuses Absaroka et Gallatin dans la Paradise Valley, avant d'entrer dans l'État du Montana.

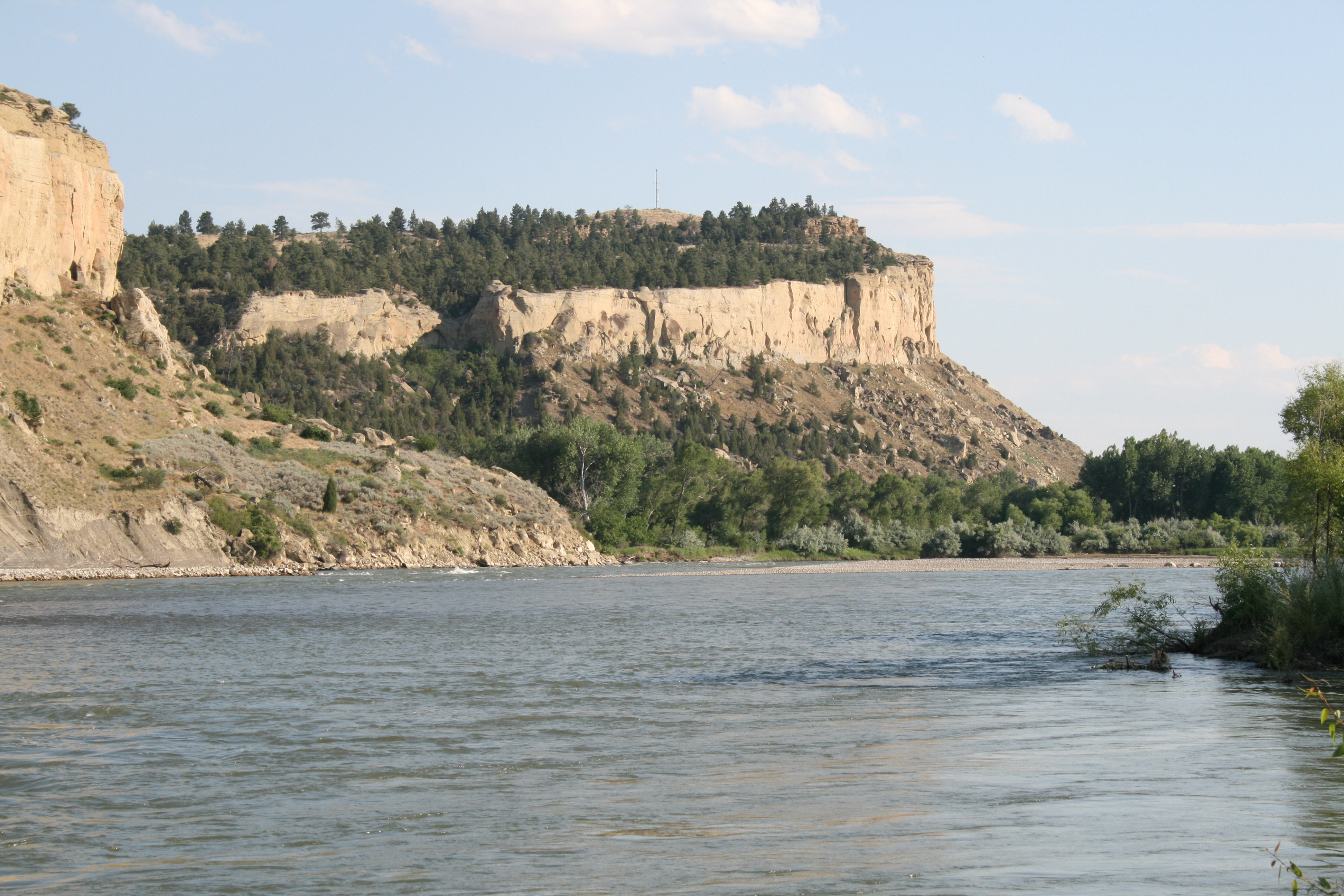
La Yellowstone à proximité de Billings en 2011.

Elle sort des montagnes près de la ville de Livingston et bifurque en direction de l'est puis du nord-est, où elle traverse les grandes plaines et les villes de Big Timber, Columbus et Laurel, avant de rejoindre la ville de Billings. Elle est rejointe à l'est par la rivière Bighorn, traverse les villes de Forsyth et Miles City où elle est rejointe par la Tongue. Plus loin, elle est rejointe par la Powder avant de traverser les villes de Terry, Fallon, Glendive et Sidney.

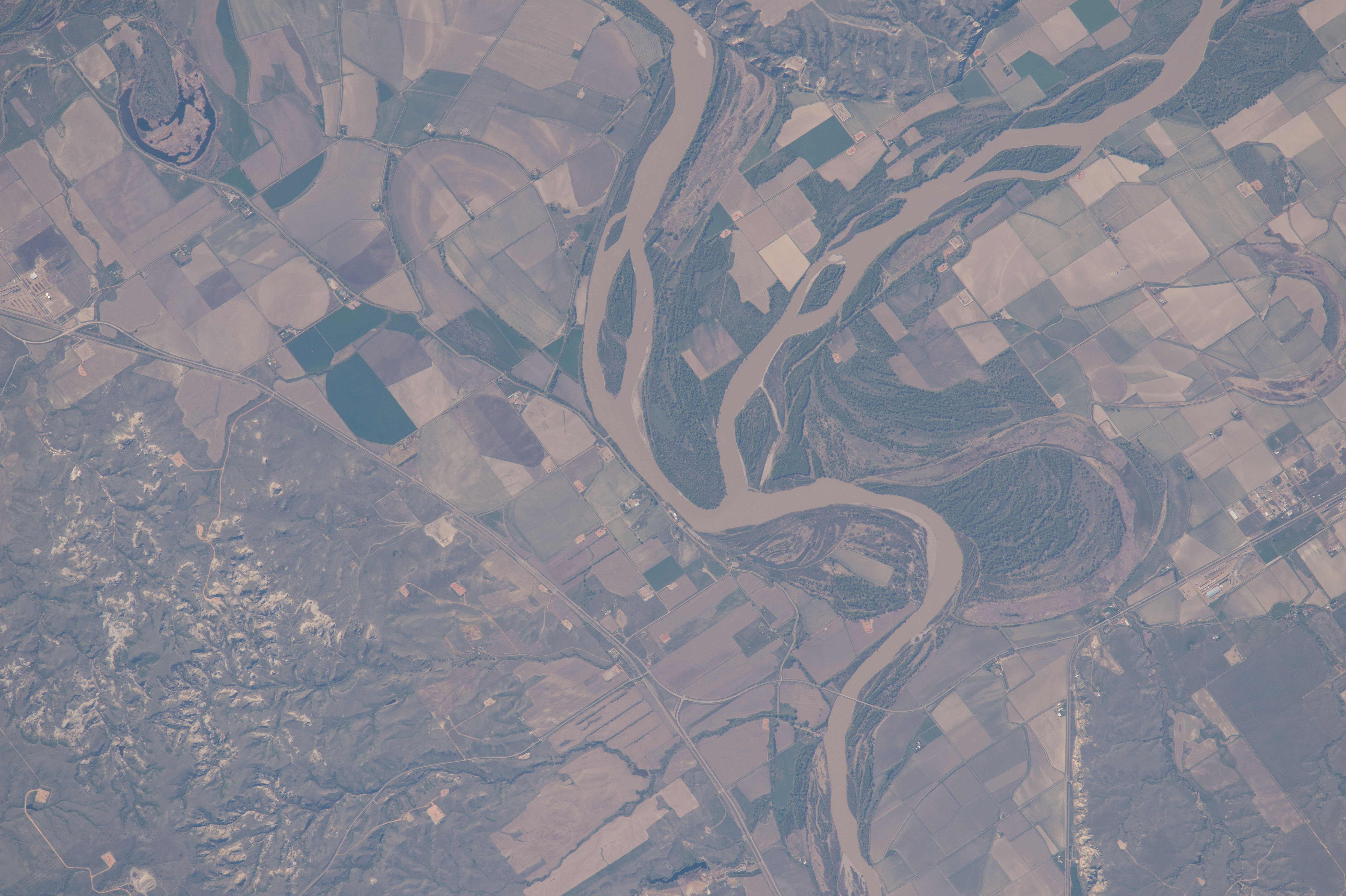
Confluence du Missouri (en haut à gauche) et de la Yellowstone (en haut à droite), vue par satellite en 2016.

Elle finit par se jeter dans le Missouri près de Buford juste après avoir traversé la frontière du Dakota du Nord. Cette confluence se situe juste en aval du lac Sakakawea, un lac artificiel formé en 1953 par le barrage Garrison qui inonda les infrastructures et terres des tribus de la réserve indienne de Fort Berthold (Mandan, Arikara et Hidatsa), les forçant ainsi à se déplacer.

## Hydrologie
À la confluence avec le Missouri la Yellowstone est la plus grande rivière. Son débit moyen y est de 350 m3/s contre 280 m3/s pour le Missouri.

### Débit
Le débit de la Yellowstone est observé depuis 1910 près de Sidney, dans le comté de Richland, état du (Montana), quelques kilomètres en amont de son point de confluence avec le Missouri. La rivière y draine une surface de 178 787 km2 et le débit moyen de la rivière y est de 350 m3/s. On en déduit que la tranche d'eau écoulée annuellement dans son bassin versant est de seulement 62 mm.La rivière a un régime nival et son débit présente un maximum à la fin du printemps et au début de l'été au moment de la fonte des neiges. La Yellowstone est en effet en bonne partie alimentée par les eaux de fonte provenant des montagnes Rocheuses. Le débit record est de 4 500 m3/s mesuré le 21 juin 1921.

## Écologie et environnement
Les rivières du parc national de Yellowstone — qu'il s'agisse  du Madison, du Gallatin, de la Gardner ou de la Yellowstone — sont réputées pour abriter de nombreux poissons.
La Yellowstone est également utilisée à des fins d'abreuvement par de nombreuses espèces terrestres et aériennes, telles que le couguar, l'élan, le wapiti et le pélican et, plus indirectement, pour leur nourriture grâce à l'arrosage des prairies.

## Utilisations humaines
Dans le Montana les eaux de la rivière ont été utilisées depuis les années 1860 de manière intensive pour irriguer les terres arides des Grandes Plaines. 
Dans la section montagneuse de son cours, la rivière est surtout une destination populaire pour la pratique de la pêche à la mouche.

## Photos

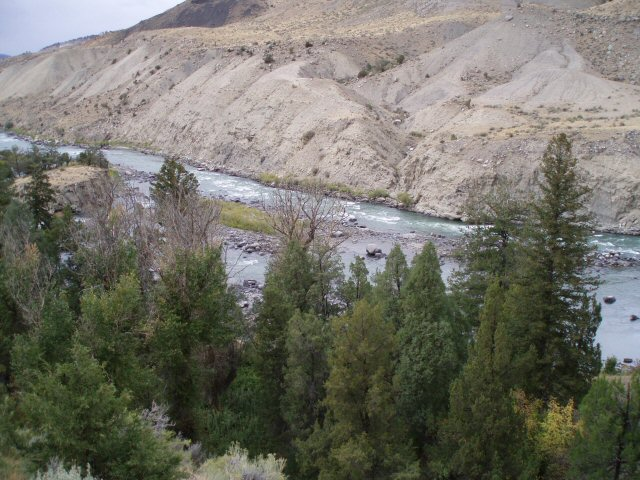
la Yellowstone dans le Black Canyon
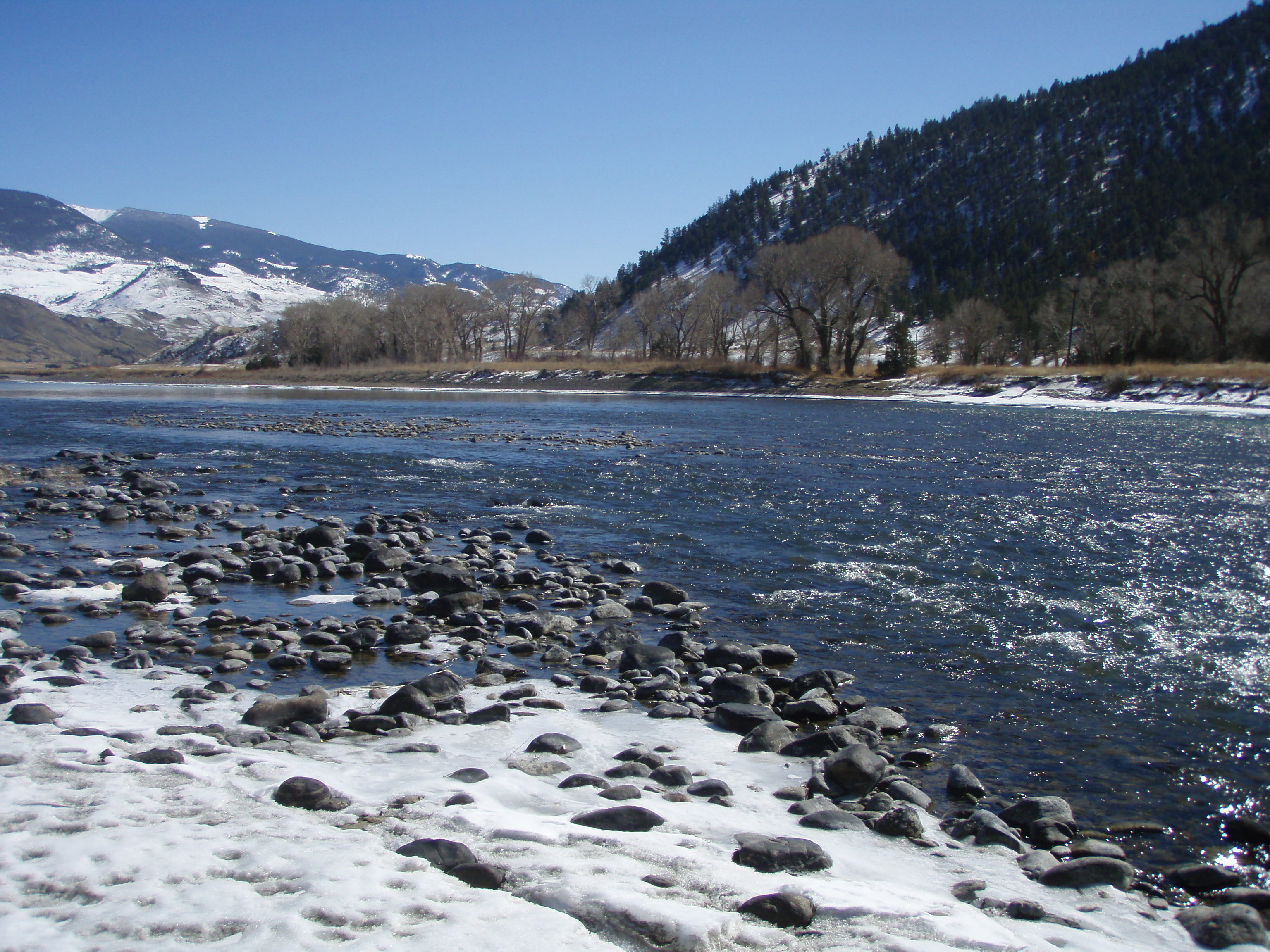
la Yellowstone au sud du Yankee Jim Canyon
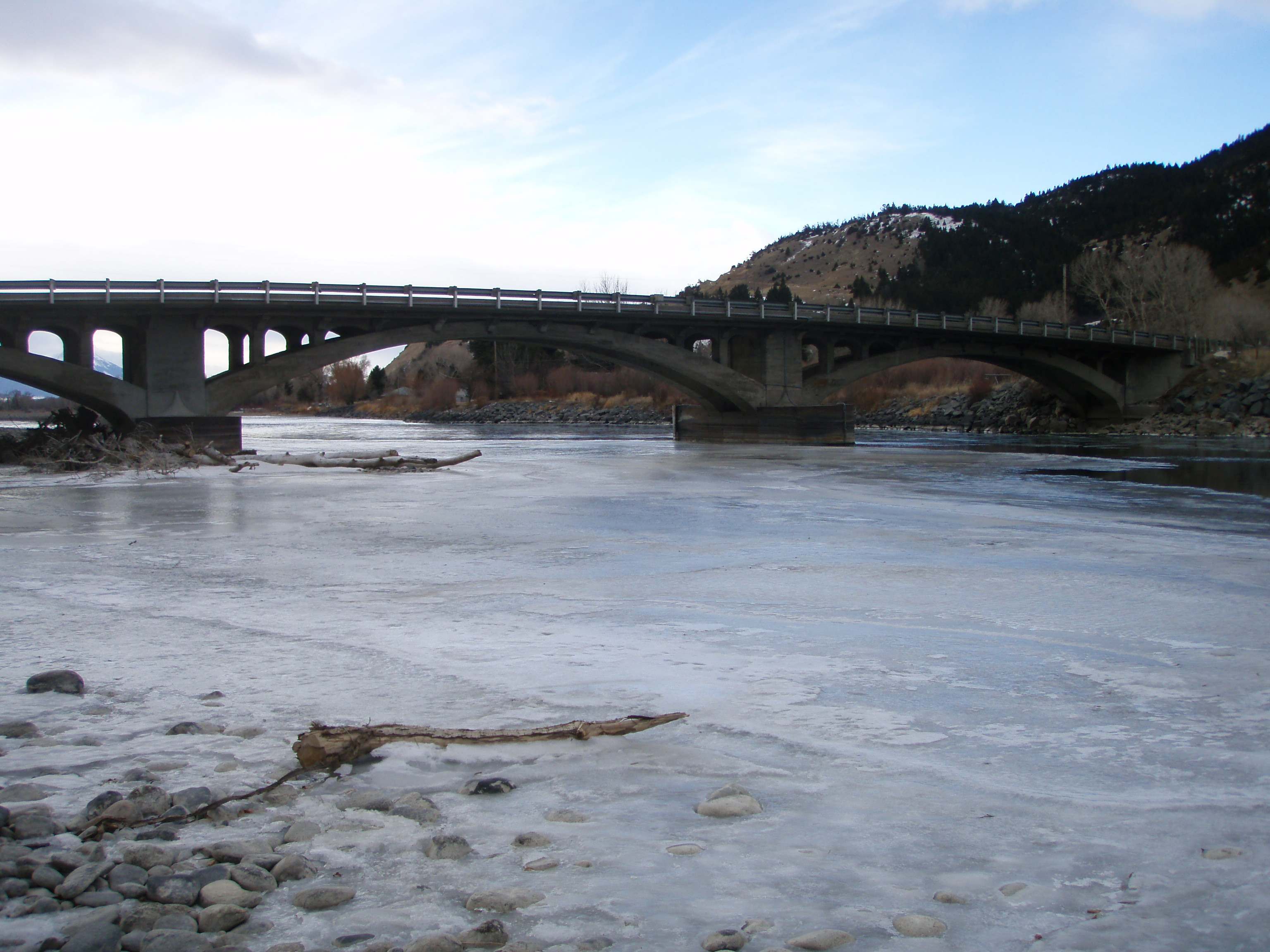
la Yellowstone gelée près du pont Carter